# Artabotrys darainensis
Artabotrys darainensis là loài thực vật có hoa thuộc họ Na. Loài này được Deroin & L.Gaut. mô tả khoa học đầu tiên năm 2008.